# Touch Mechanic
Touch Mechanic est un jeu vidéo de simulation développé et édité par Kando Games, sorti en 2008 sur Nintendo DS.

## Système de jeu
Touch Mechanic est un jeu de simulation de mécanicien automobile. À l'aide du stylet, le joueur répare et customise des véhicules.

## Accueil
- Jeuxvideo.com : 10/20[1]